# Nizamul Islam
Scheich Nizamul Islam (bengalisch শেখ নিজামুল ইসলাম) ist ein Politiker in Bangladesch und ehemaliger Abgeordneter im Parlament.

## Leben

### Jugend
Nizamul wurde im Dorf Barnichanda Bari in der Tangail Subdivision, im damaligen Ostpakistan (heute: Dhanbari Upazila, Tangail District) geboren. Er diente zunächst als Präsident des Madhupur thana Awami League Branch.

## Karriere
Nizamul wurde bei den Parlamentswahlen in Pakistan 1970 in Ostpakistan für den Wahlbezirk Tangail-1 in die Provincial Assembly gewählt. Während des Bangladesch-Krieges 1971 spielte er eine wichtige Rolle in der Bildung der ausländischen öffentlichen Meinung zu Gunsten des Provisional Governments of Bangladesh (Mujibnagar Government).
In den Wahlen in Bangladesch 1986 am 7. Mai 1986 wurde er als Kandidat der Awami-Liga im Wahlkreis Tangail-1 (Madhupur and Dhanbari) gewählt. Zwei Jahre war er Mitglied im Parlament.